# Den gyllene regeln
"Den gyllene regeln" är en grundläggande etisk princip som återfinns inom många religioner samt filosofiska och etiska läror. Principen kan uttryckas både positivt ("behandla andra som du själv vill bli behandlad") och negativt ("behandla inte andra som du själv inte vill bli behandlad"). Förekomsten av den gyllene regeln i så många olika religioner har gjort den användbar vid samarbete över religionsgränserna.

## Olika religioner
Den äldsta nedtecknade varianten härstammar från Konfucius, cirka 500 år f.Kr., och principen är framträdande inom både judendomen och hellenismen.
Inom kristendomen anser Jesus (enligt Matteusevangeliet 22:34–40; jämför Markusevangeliet 12:28–34, Lukasevangeliet 10:25–28) kärleken till Gud och kärleken till din nästa – det dubbla kärleksbudet – som de två viktigaste av Guds bud, och den kan vara påverkade av den grekiska filosofins summering omkring "fromhet och rättfärdighet". Den här kärleken handlar inte bara om känslor utan en helhetsattityd (grekiskans agapa'ō), där både tänkande och handlande inkluderas. Enligt Jesus predikningar (Matteusevangeliet 5:43–48) inkluderas även ens fiender i begreppet nästa. Inom kristendomen har det dubbla kärleksbudet varit central, och hos kyrkofadern Augustinus har den formulerats som "älska Gud över allting och din nästa som dig själv".

## Olika formuleringar

### Bahá'í-tron
- "Var alltid vänlig mot dina medmänniskor, var deras tjänare och älska dem med ren ande även om de är din fiende" ('Abdu'l-Bahá).

### Buddhismen
- "Plåga inte andra med det som pinar dig själv" (Udanavarga 5:18). Detta kan även formuleras som "Skada inte andra med det som skadar Dig".[3]
- "Om man vill bli lycklig, måste man också hjälpa andra, eftersom ens egen lycka är beroende av andra. Det är inte konstigare än så." (Tenzin Gyatso, den 14:e Dalai Lama)

### Daoismen
- "Anse din grannes vinst som din egen vinst, och anse din grannes förlust som din egen förlust" (Tai Shang Kan Ying P'ien). Detta är även formulerat som "Se på Din nästas vinning, som om det var din egen och din nästas förlust som om det var din egen".[3]

### Hinduismen
- "Detta är summan av plikterna: Gör inte mot andra något som skulle vålla dig smärta, om det gjordes mot dig" (Mahabharata 5:17). Det kan också formuleras som "Summan av alla dygder är att inte göra mot andra sådant som gör dig själv lidande".[3]

### Islam
- "Ingen av er är i sanning en troende förrän han önskar detsamma för sin broder som han önskar för sig själv" (Hadith 13[4]). Alternativ formulering av detta är "Ingen av Er är troende förrän han önskar detsamma för sin medmänniskas räkning, som för sin egen".[3]

### Jainismen
- "I lycka och lidande, i glädje och sorg bör vi se på alla varelser som vi ser på oss själva och bör därför avstå från att tillfoga andra sådana skador som vi inte önskar tillfoga oss själva" (Cogashastra 2:20).

### Judendomen
- "Det som är dig själv förhatligt, skall du inte göra mot din nästa.  Detta är hela Torahn. Det övriga är förklaringar. Gå och läs!" (Hillel). En alternativ ordalydelse är "Gör inte mot andra, det som är förhatligt mot dig själv. Det är summan av Torah och allt annat är oväsentligt".[3] Du ska älska din nästa som dig själv, hittar du i 3 Moseboken kapitel 19, vers 18.[5]

### Konfucianismen
- "Finns det någon grundsats som bör tillämpas under hela livet? Säkert är regeln om kärleksfull godhet en sådan. Gör intet mot andra vad du inte vill att de skall göra mot dig" (Analekterna 15:23).

### Kristendomen
- "Allt vad ni vill att människorna skall göra för er, det skall ni också göra för dem. Det är vad lagen och profeterna säger" (Matt. 7:12, Bibel 2000[6]).

### Sikhismen
- "Döm andra så som du dömer dig själv".

### Zoroastrianismen
- "Endast den karaktär är god som inte mot andra gör något som inte är bra för honom själv" (Dadistanidinik 94:5).